# Lista de prefeitos de Parnaíba
Esta é a lista de prefeitos do município de Parnaíba, estado brasileiro do Piauí.
| Nº | Nome                                  | Partido  | Início do mandato       | Fim do mandato         | Observações                                                                              |
| 1  | Feliciano Gomes de Farias Veras       | PPR      | 1° de janeiro de 1893   | 31 de dezembro de 1895 | Intendente eleito pela Câmara de Vereadores                                              |
| 2  | Sebastião Hermes de Seixas            | PPR      | 1° de janeiro de 1896   | 31 de dezembro de 1896 | Intendente eleito pela Câmara de Vereadores                                              |
| 3  | Joaquim Antônio dos Santos            | PDR      | 1° de janeiro de 1897   | 31 de dezembro de 1899 | Intendente eleito pela Câmara de Vereadores                                              |
| 4  | Francisco Severiano de Moraes Correia | PDR      | 1° de janeiro de 1900   | 31 de dezembro de 1900 | Intendente eleito pela Câmara de Vereadores                                              |
| 5  | Jonas de Moraes Correia               | PTN      | 1° de janeiro de 1901   | 31 de dezembro de 1904 | Intendente eleito pela Câmara de Vereadores                                              |
| 6  | Luiz Antônio de Moraes Correia        | PDR      | 1° de janeiro de 1905   | 31 de dezembro de 1912 | Intendente eleito pela Câmara de Vereadores                                              |
| 7  | Constantino de Moraes Correia         | PDR      | 1° de janeiro de 1913   | 31 de dezembro de 1914 | Intendente eleito pela Câmara de Vereadores                                              |
| 8  | José Alexandre Rodrigues              | PDP      | 1° de janeiro de 1915   | 31 de dezembro de 1915 | Intendente eleito pela Câmara de Vereadores                                              |
| 9  | Veridiano Borges                      | UDR      | 1° de janeiro de 1916   | 31 de dezembro de 1916 | Intendente eleito pela Câmara de Vereadores                                              |
| 10 | Nestor Gomes Véras                    | PDP      | 1° de janeiro de 1917   | 31 de dezembro de 1920 | Intendente eleito pela Câmara de Vereadores                                              |
| 11 | José Narciso da Rocha Filho           | PDP      | 1° de janeiro de 1921   | 31 de dezembro de 1928 | Intendente eleito pela Câmara de Vereadores                                              |
| 12 | Carlos Marães Picanço                 | PDP      | 1° de janeiro de 1929   | 4 de outubro de 1930   | Intendente eleito pela Câmara de Vereadores                                              |
| 13 | Samuel Antônio dos Santos             | PMC      | 5 de outubro de 1930    | 29 de janeiro de 1931  | Prefeito nomeado pelo Governador Humberto Leão                                           |
| 14 | Ademar Gonçalves Neves                | PDC      | 30 de janeiro de 1931   | 11 de março de 1934    | Prefeito nomeado pelo Governador Joaquim Lemos                                           |
| 15 | Mirócles Veras                        | PSD      | 12 de março de 1934     | 31 de dezembro de 1936 | Prefeito nomeado pelo Governador Leônidas Melo                                           |
| 16 | Joaquim Antônio Gomes de Almeida      | PSD      | 1° de janeiro de 1937   | 15 de novembro de 1937 | Prefeito nomeado pelo Governador Leônidas Melo                                           |
| 17 | Mirócles Veras                        | PSD      | 16 de novembro de 1937  | 9 de novembro de 1945  | Prefeito nomeado pelo Governador Leônidas Melo                                           |
| 18 | Cândido de Almeida Athayde            | PRP      | 10 de novembro de 1945  | 20 de março de 1946    | Prefeito nomeado pelo Governador Antônio Ferraz                                          |
| 19 | Raimundo Martins Delbão Rodrigues     | PSD      | 21 de março de 1946     | 17 de março de 1947    | Prefeito nomeado pelo Governador José Vitorino Correia                                   |
| 20 | Acrisio de Paiva Furtado              | UDN      | 17 de março de 1947     | 10 de novembro de 1947 | Prefeito nomeado pelo Governador José da Rocha Furtado                                   |
| 21 | Darcy Furtado Mavgnier                | UDN      | 11 de novembro de 1947  | 30 de janeiro de 1948  | Prefeito nomeado pelo Governador José da Rocha Furtado                                   |
| 22 | Alberto Silva                         | UDN      | 31 de janeiro de 1948   | 30 de janeiro de 1951  | Prefeito eleito por sufrágio universal                                                   |
| 23 | João Orlando de Moraes Correia        | PTB      | 31 de janeiro de 1951   | 30 de janeiro de 1955  | Prefeito eleito por sufrágio universal                                                   |
| 24 | Alberto Silva                         | UDN      | 31 de janeiro de 1955   | 30 de janeiro de 1959  | Prefeito eleito por sufrágio universal                                                   |
| 25 | José Alexandre Caldas Rodrigues       | PTB      | 31 de janeiro de 1959   | 15 de abril de 1962    | Prefeito eleito por sufrágio universal. Renunciou para se candidatar a Deputado Estadual |
| —  | José Quirino Memória                  | PTB      | 15 de abril de 1962     | 30 de janeiro de 1963  | Presidente da Câmara de Vereadores no cargo de titular                                   |
| 26 | Lauro Andrade Correia                 | PTB      | 31 de janeiro de 1963   | 30 de janeiro de 1967  | Prefeito eleito por sufrágio universal                                                   |
| 27 | João Tavares da Silva Filho           | ARENA    | 31 de janeiro de 1967   | 30 de janeiro de 1971  | Prefeito eleito por sufrágio universal                                                   |
| 28 | Carlos Furtado de Carvalho            | ARENA    | 31 de janeiro de 1971   | 30 de janeiro de 1973  | Prefeito eleito por sufrágio universal                                                   |
| 29 | Elias Prado                           | MDB      | 31 de janeiro de 1973   | 31 de janeiro de 1977  | Prefeito eleito por sufrágio universal                                                   |
| 30 | João Baptista Ferreira da Silva       | MDB/PMDB | 1° de fevereiro de 1977 | 31 de janeiro de 1983  | Prefeito eleito por sufrágio universal                                                   |
| 31 | João Tavares da Silva Filho           | PMDB     | 1° de fevereiro de 1983 | 31 de dezembro de 1988 | Prefeito eleito por sufrágio universal                                                   |
| 32 | Francisco Moraes Souza                | PDS      | 1º de janeiro de 1989   | 31 de dezembro de 1992 | Prefeito eleito por sufrágio universal                                                   |
| 33 | José Hamilton Castello Branco         | PFL      | 1º de janeiro de 1993   | 31 de dezembro de 1996 | Prefeito eleito por sufrágio universal                                                   |
| 34 | José Moraes Souza Filho               | PFL      | 1º de janeiro de 1997   | 31 de dezembro de 2000 | Prefeito eleito por sufrágio universal                                                   |
| 35 | Paulo Eudes Carneiro                  | PFL      | 1º de janeiro de 2001   | 31 de dezembro de 2004 | Prefeito eleito por sufrágio universal                                                   |
| 36 | José Hamilton Furtado Castello Branco | PTB      | 1º de janeiro de 2005   | 31 de dezembro de 2008 | Prefeito eleito por sufrágio universal                                                   |
| 36 | José Hamilton Furtado Castello Branco | PTB      | 1º de janeiro de 2009   | 31 de dezembro de 2012 | Prefeito reeleito por sufrágio universal                                                 |
| 37 | Florentino Alves Veras Neto           | PT       | 1º de janeiro de 2013   | 31 de dezembro de 2016 | Prefeito eleito por sufrágio universal                                                   |
| 38 | Francisco Moraes Souza                | DEM      | 1º de janeiro de 2017   | 31 de dezembro de 2020 | Prefeito eleito por sufrágio universal                                                   |
| 38 | Francisco Moraes Souza                | UNIÃO    | 1º de janeiro de 2021   | 31 de dezembro de 2024 | Prefeito reeleito por sufrágio universal                                                 |
| 39 | Francisco Emanuel Cunha de Brito      | PP       | 1º de janeiro de 2025   | atual                  | Prefeito eleito por sufrágio universal                                                   |